# Noordelijk bootsmannetje
Het noordelijk bootsmannetje (Notonecta reuteri) is een wants uit de familie van de Notonectidae (Bootsmannetjes).

## Naamgeving
De soort werd het eerst wetenschappelijk beschreven door H.B. Hungerford in 1928. De soortnaam is een nieuwe naam voor de ondersoort Notonecta lutea subsp. scutellaris die de Finse entomoloog Odo Reuter in 1886 beschreef. De soortaanduiding scutellaris was echter reeds in 1851 gebruikt voor een Notonecta-soort uit Zuid-Amerika en daarom gaf Herbert Barker Hungerford er in 1928 de soortaanduiding reuteri aan.

## Uiterlijk
De lichaamslengte is 14 tot 15 mm; de breedte van het halsschild (pronotum) is 4,8 mm. De soort is iets slanker dan Notonecta lutea.
De wants heeft, als volwassen dier, altijd volledige vleugels en heeft een ietwat gedrongen lichaam. Het scutellum is geelbruin en de zijrand van het scutellum is korter of even lang als de middenspleet in het driehoekige gebied rond het scutellum, de clavus. Het middendeel van de voorvleugel (corium) is lichtgeel met aan de randen hoogstens een smalle donkerbruine rand.

## Leefwijze
De soort doorstaat de winter als imago en kent één enkele generatie per jaar. De soort geeft de voorkeur aan wateren met met goed ontwikkelde plantengroei.

## Leefgebied
De soort komt voor in Finland, het noorden van Rusland en het oosten van Siberië. Het noordelijk deel van het Palearctisch gebied. De soort bereikt in
Nederland de zuidgrens. Ze wordt zelden waargenomen in België en Nederland. Recent is de wants alleen nog in Zuidwest-Drenthe gevonden.